# Montagnac-d'Auberoche
Montagnac-d'Auberoche là một xã của Pháp, nằm ở tỉnh Dordogne trong vùng Aquitaine của Pháp.

## Hành chính
| Danh sách các xã trưởng                |                  |                   |      |         |
| Giai đoạn                              | Giai đoạn        | Tên               | Đảng | Tư cách |
| 1956                                   | tháng 3 năm 2008 | Jean-Paul Flageat | -    | -       |
| tháng 3 năm 2008                       | đương nhiệm      | Gérard Devaux     | DVD  | hưu trí |
| Tất cả các dữ liệu trước đây không rõ. |                  |                   |      |         |

## Thông tin nhân khẩu
| Năm    | 1962 | 1968 | 1975 | 1982 | 1990 | 1999 | 2004 |
| ------ | ---- | ---- | ---- | ---- | ---- | ---- | ---- |
| Dân số | 130  | 102  | 96   | 99   | 111  | 105  | 118  |